# Vatakara
Vatakara o Vadakara (malabar: വടകര; antiguamente Badagara) es una ciudad del estado indio de Kerala perteneciente al distrito de Kozhikode.
En 2011, el taluk del que es capital tenía una población de 687 265 habitantes, de los cuales 75 295 vivían en el municipio que forma la propia ciudad.
La localidad era la capital histórica del pueblo kurumba, una tribu registrada autóctona de esta zona. Una parte de esta zona pertenecía al reino de Kolathunadu, mientras que la otra dependía del Zamorín. La localidad estaba constituida como el centro de una ciudad-estado vasalla conocida como Kadathanadu. A partir del siglo XVI, la ciudad se desarrolló como puerto marítimo comercial.
Se ubica en la costa del mar Arábigo, a medio camino entre Cananor y Calicut sobre la carretera 66, en la orilla septentrional de la desembocadura del río Kuttiyadi.